# روي ستيفنز (بواق)
روي ستيفنز (بالإنجليزية: Roy Stevens)‏ هو بواق أمريكي، ولد في 1916، وتوفي في 1988.